# Patrick Holland
Patrick Holland, född 7 januari 1992 i Lethbridge, Alberta, är en kanadensisk professionell ishockeyspelare som spelar för HPK i FM-ligan. Han har tidigare spelat för Montreal Canadiens.
Han draftades i sjunde rundan i 2010 års draft av Calgary Flames som 193:e spelare totalt.